# Distretto di Sahiwal
Il distretto di Sahiwal (in urdu: ضلع ساہیوال) è un distretto del Punjab, in Pakistan, che ha come capoluogo Sahiwal. Nel 1998 possedeva una popolazione di 1.843.194 abitanti.